# Lepidodactylus tepukapili
Espèce
Lepidodactylus tepukapili est une espèce de geckos de la famille des Gekkonidae.

## Répartition
Cette espèce est endémique des Tuvalu. Elle a été découverte sur Tepuka dans l'atoll de Funafuti.

## Description
C'est un gecko insectivore.

## Publication originale
- Zug, Watling, Alefaio, Alefaio & Ludescher, 2003 : A new gecko (Reptilia: Squamata: Genus Lepidodactylus) from Tuvalu, South-central Pacific. Proceedings of the Biological Society of Washington, vol. 116, no 1, p. 38-46 (texte intégral).